# Lee Garlington
Ann Leslie 'Lee' Garlington (Teaneck, 20 juli 1953) is een Amerikaanse actrice en filmproducente. 
Garlington begon in 1981 met acteren in de film King of the Mountain, waarna zij nog in meer dan 200 films en televisieseries een rol speelde. 

## Filmografie

### Films
Selectie:
- 2021 The Little Things - als huurbaas
- 2014 The Angriest Man in Brooklyn - als Gummy
- 2009 Prayers for Bobby - als psychiater
- 2008 The Coverup - als Beverly Thacker
- 2005 A Lot Like Love - als stewardess
- 2002 The Hot Chick - als adjunct directrice Bernard
- 2002 The Sum of All Fears - als Mary Pat Foley
- 2002 One Hour Photo - als serveerster
- 2001 American Pie 2 - als moeder van Natalie
- 2000 If These Walls Could Talk 2 - als Georgette
- 1997 Dante's Peak - als dr. Jane Fox
- 1989 Field of Dreams - als Beulah Gasnick
- 1988 The Seventh Sign - als dr. Margaret Inness
- 1987 Some Kind of Wonderful - als gym instructrice
- 1986 Cobra - als Nancy Stalk
- 1986 Psycho III - als Myrna
- 1983 Psycho II - als Myrna
- 1981 Carbon Copy - als extra

### Televisieseries
Selectie:
- 2019 Before We Go - als Elsee - 6 afl.
- 2018 Broken - als Darlene - 6 afl.
- 2014-2015 Mistresses - als Eleanor - 4 afl.
- 2013 The Bridge - als Sherry Spellman - 3 afl.
- 2011-2012 The Killing - als Ruth Yitanes - 4 afl.
- 2003-2006 The West Wing - als Alana Waterman - 3 afl.
- 2002-2005 Everwood - als Brenda Baxworth - 12 afl.
- 1996 Malibu Shores - als ?? - 4  afl.
- 1992 Arresting Behavior - als Connie Ruskin - 5 afl.
- 1990-1991 Lenny - als Shelly Callahan - 16 afl.
- 1989 A Brand New Life - als Linda - 3 afl.
- 1987-1988 Hooperman - als Gail - 3 afl.

### Filmproducente
- 2019 Before We Go - televisieserie - 6 afl.
- 2019 Self, E - korte film

- Bibliothèque nationale de France: cb167535052 (data)
- International Standard Name Identifier: 0000 0000 5370 7692
- Library of Congress Control Number: no2005033449
- SNAC: w62d1qz6
- Virtual International Authority File: 19408016
- WorldCat: E39PBJpJf8j7RjydbR3JHqPvpP